# (216241) Renzopiano
(216241) Renzopiano est un astéroïde de la ceinture principale.

## Description
(216241) Renzopiano est un astéroïde de la ceinture principale. Il fut découvert le 14 novembre 2006 à Vallemare Borbona par Vincenzo Silvano Casulli. Il présente une orbite caractérisée par un demi-grand axe de 3,03 UA, une excentricité de 0,04 et une inclinaison de 8,4° par rapport à l'écliptique.

## Compléments